# 류궈중
류궈중(중국어 간체자: 刘国中, 정체자: 劉國中, 병음: Liú Guózhōng, 1962년 7월 ~ )은 중국의 정치인이다. 헤이룽장성 왕쿠이현 출신의 한족이다. 화둥공과대학(현 난징과학기술대학) 졸업했고 하얼빈 공과대학 금속재료기술과에서 압력가공, 시스템 석사 경영 대학에서 공학을 전공했다. 현재 중국공산당 중앙정치국 위원, 산시성위원회 서기, 성 인민대표대회 상무위원회 주임이다.
중국공산당 헤이룽장성 당위원회 상무위원, 성급 당위원회 서기장, 부성장, 전국총공회 부주임, 서기처 서기 등을 역임했다. 중국 공산당 쓰촨성 위원회, 중국 공산당 지린성 및 산시성 위원회 부서기 겸 성장, 중국 공산당 19기 중앙위원을 지냈고, 현재 20기 중앙위원 겸 20기 중앙정치국 위원이다.